# Pokémon Trading Card Game Pocket
Pokémon Trading Card Game Pocket （ポケモン トレーディングカードゲーム ポケット）は、DeNAとクリーチャーズが開発し株式会社ポケモンが運営する、ポケモンカードゲームを原作としたスマートフォンに向けて開発されたゲームアプリ。公式略称はポケポケ。
原作ポケモンカードゲームの醍醐味である対戦や収集・交換を、スマートフォンで手軽に楽しむことができる。

## 概要
2024年10月30日にiOSとAndroidにて配信が開始した。ダウンロードは無料だがゲーム内アイテムやプレミアムパスによる課金要素がある。原作PCG同様ポケモンカードを用いて対戦する1人または2人用ゲーム。
ネットを用いた対人戦「だれかと」（ランダムマッチおよびプライベートマッチ）と、1人用の対CPU戦「ひとりで」がある。

## パック
Pokémon Trading Card Game Pocketではパックを開封して、カードを収集することができる。1パックに通常は5枚のカードが入っていている。空と海の導きでは、通常の5枚とは別枠で6枚目の有無の抽選が行われ、6枚目の封入に当選した場合はベイビィポケモン（ワザもにげるもエネルギー不要）が6枚目に出る。また、0.05%の確率でレア封入（通称ゴッドパック）となり、レア封入の場合は1パック5枚のカード全てが☆1〜3、⚙(色違い)1〜2（シャイニングハイ以降のみ）、または王冠のカードのいずれかになり、排出確率もレア封入の排出対象の全てのカードで等確率となる。

### カードの入手
パックパワー
12時間で1パック開封できるだけのパックパワーが無料で貯まる。24時間でパックは2つ開封することができる。パックパワーをストックできるのは2パック分までで、2パック分ストックしているとパックパワーのチャージ時間が進まなくなる。
パック砂時計
ミッションやチケットの交換などで入手することができる。足りないパックパワーをパック砂時計(1個あたり1時間)やポケゴールド(1個あたり2時間)で補い、パックパワーが貯まる前にパックを開封することができる。砂時計やポケゴールドで強制的にパックパワーをチャージした場合、端数分を損することはない。ポケゴールドでのパックパワーチャージは1日(ゲーム内での日付変更時間は15時)につきポケゴールド720個(120連分)までとなっている。
プレミアムパス
月額(28日)980円(10%税込)で加入できるサービス。プレミアムパス加入者は通常のパックパワーとは別に、24時間で1パック開封できる(2パック分ストックできる)。980円で4656円相当の28パックを開封できるためパックパワーがチャージされた都度開封し、時間効率を気にしなければ非常にお得である。他にも、プレミアムミッションをクリアすることでパック砂時計などの各種アイテムやプロモカード、プレミアムチケットを入手でき、プレミアムチケットで期間限定サプライと交換できる。初回加入は2週間無料で、継続購入を解約すれば無料2週間のみ加入も可能。但し、初回無料を受けるにも通常の加入料が入金されている必要がある。
ゲットチャレンジ
他の人が引いたパックの内1枚を入手できる。リストには10〜15個程が表示されるが、フレンドの優先枠が最大で3つある。消費するゲットチャレンジパワー数は、♢2以下のみなら1個、♢3が含まれている場合は2個、♢4または☆1が含まれている場合は3個、☆2が含まれている場合は4個となる。☆3、⚙、及び王冠のカードが含まれている開封結果はゲットチャレンジのリストに表示されることはないが、全て☆2以下かつ⚙や王冠、色違いのカードが含まれていなければ、レア封入のパックもゲットチャレンジのリストに表示される可能性がある。また、6枚封入のパックも並ぶ可能性があり、その場合はいずれか1枚が除外され、5枚のみ表示され、表示されていないカードが当選することはない。どのカードが当たるかは完全ランダムで決まる。他言語のプレイヤーのゲットチャレンジでは他言語のカードが手に入る。ゲットチャレンジパワーは12時間で1回復し、5つまでストックできる。
また、「のぞき見チャンス」イベントが不定期に開催され、開催期間中は一定確率で裏向きになった5枚のカードのうち1枚の表面を一旦見れ、見た場所を再び選んだ場合は必ずそのカードが当たる。「のぞき見チャンス」は必ずしも発生するわけではないが、期間中なら回数制限無しで発生する可能性がある。
プロモカードパック
後述のドロップイベントで入手可能。プロモカードパックはプレゼントボックスに送られ、そこから開封可能。1パックに1枚カードが入っている。exカードや☆1仕様のカードは10%で封入されている。目玉カード以外は、一部の例外を除き、直近で実装されたカードパックのポケモンの絵違いとなる。ワザが変わっているものも一部ある。後述の通り、プロモカードはトレードできない上、今のところ再入手の機会が一切ないので、必要なカードは開催期間中に揃える必要がある。
トレード
2025年1月29日に実装された。トレードできるのは♢1 - 4、☆1のみ。最新パックのカードやプロモカードはトレードできない。同じレアリティ同士で交換する。♢3、4及び☆1のカードを交換する場合、「ひかりのすな」(以下、砂と略す)をレアリティに応じて一定数、交換する両者が消費する。トレードの対象カードは順次拡張していく予定。砂を入手するには、過去に入手したことがあるカードを入手した場合にレアリティに応じた個数が手に入る。その他にも配布やミッションなどで入手できる。
2025年7月25日以前は「トレードメダル」を用いてトレードを行っていた。トレードメダルは、3枚以上所持している♢3以上か☆、⚙、王冠のカードを消費することで、消費したレアリティに応じた個数のメダルを獲得する形だった。また、不定期に行われる配布や各種ミッションでもメダルを入手できた。メダル廃止後は、所持しているメダルをパック砂時計やひかりのすなに変換できる。現在のように「ひかりのすな」で交換できるようになったのは2025年7月30日以降である（7月25日から29日はメンテナンスでトレード休止）。

### パック追加の歴史
太字のものは1つのパック名に2種類以上のパックがある本家ポケカで言う通常弾、太字ではないものはテーマ拡張パック(本家ポケカの強化拡張パックに相当する)。
| 実装年月日 | トレード解禁日 | パック名         | テーマ               |
| ---------- | -------------- | ---------------- | -------------------- |
| 2024/10/30 | 2025/01/29     | 最強の遺伝子     | カントー地方         |
| 2024/12/17 | 同上           | 幻のいる島       | 幻のポケモン         |
| 2025/01/30 | 2025/02/28     | 時空の激闘       | シンオウ地方         |
| 2025/02/28 | 2025/03/27     | 超克の光         | アルセウスリンク     |
| 2025/03/27 | 2025/04/30     | シャイニングハイ | 色違い               |
| 2025/04/30 | 2025/05/29     | 双天の守護者     | アローラ地方         |
| 2025/05/29 | 2025/06/26     | 異次元クライシス | ウルトラビースト     |
| 2025/06/26 | 2025/07/30     | イーブイガーデン | イーブイとその進化系 |
| 2025/07/30 | 未解禁         | 空と海の導き     | ジョウト地方         |

## バトル
原作PCGと同じくポケモンを育ててワザを使い、相手より早く指定の数のポケモンをきぜつさせることを目的とするが、スマートフォンで手軽に楽しめるようルールの一部を再整備・簡略化している。また、「山札のポケモンをランダムで選ぶ」などといった、コンピュータゲームならではのランダム要素も導入されている。

### 対戦のルール
以下の原作PCGとのルールの違いは基本的なルールのものとなっている。
| 変更点                                               | 原作公式ルール | ポケポケ |
| ---------------------------------------------------- | --- | --- |
| デッキの枚数                                         | 60枚 | 20枚 |
| 同一名称のカードの入れられる枚数                     | 4枚まで (基本エネルギーは何枚でも入れられる)                                                                                 | 2枚まで |
| エネルギー                                           | 「エネルギーカード」としてデッキに含まれる                                                                                   | デッキに含まれず、自分の番に「エネルギーゾーン」にランダムに1個チャージされる                                       |
| 1ターン目のエネルギーチャージ                        | 先攻・後攻共に可能 | 先攻はエネルギーゾーンに毎ターン自動供給されるエネルギーが出ない                                                    |
| 1ターン目からサポートが使えるか                      | 先攻のみ不可能 | 両方可能 |
| 1ターン目からワザが使えるか                          | 先攻のみ不可能 | 両方可能 |
| ベンチの数                                           | 5枚 (カードの効果により増減する場合あり)                                                                                     | 3枚 |
| 最初の手札                                           | 7枚 | 5枚 |
| 手札の上限                                           | なし | 10枚 10枚を超える分はドローできない                                                                                 |
| 弱点                                                 | ダメージ2倍 | +20ダメージ |
| 抵抗力                                               | −30ダメージ | そもそも抵抗力という概念がない                                                                                      |
| 相手を"きぜつ"させた場合                             | スタート時にデッキからセットしたサイドカードを1枚とる (倒したポケモンがルールを持つポケモンなら2枚以上取れるものもある)      | サイドカードがない代わりに1ポイントとる 倒したポケモンがexポケモンだった場合は2ポイントになる                       |
| 混乱時にワザを使ってコイントスでウラが出た場合の処理 | ワザが失敗しワザの使用者にダメカン(10ダメージ)を3個乗せる                                                                    | ワザは失敗するが自傷ダメージは受けない                                                                              |
| 基本の勝利条件                                       | サイドに置いてあるカードを全て取りきる                                                                                       | 3ポイント先取する                                                                                                   |
| ターン数の制限                                       | なし | 片方のプレイヤーが動いて1ターンと計算し、30ターン(ひとりでモードでは50ターン)以内に決着が付かなければ引き分けとなる |
| 対局時計                                             | 基本的に両者共有のタイマーとなり、時間切れになった場合は両者敗北や延長戦などの大会によって決められた勝敗のルールが適用される | 各プレイヤーごとに持ち時間(20分)があり、持ち時間が切れた場合はそのプレイヤーの敗北となる                            |
| ゲーム開始時の手札の内訳                             | 完全ランダムでたねポケモンがいない時がある                                                                                   | 必ずたねポケモンが1枚以上存在する                                                                                   |
| 山札が切れて自分の番の最初にカードが引けなかった場合 | 自分の負けになる | 山札からカードが引けないだけで、負けにはならず対戦が続行する                                                        |

### だれかと
プライベートマッチ以外では勝利するとEXPが15貰える。
プライベートマッチ
合言葉を入力して同じ合言葉同士でマッチングが行われる。勝利してもEXPは貰えず、「だれかと」の戦績にも記録されないが、トロフィーの「だれかとの勝利数」は加算される。
ランダムマッチ
世界中のプレイヤーとランダムにマッチングして対戦する。プレイスタイルは「初心者」と「カードプレイヤー」の2種類ある。同じプレイスタイルのユーザーかつ、ランクマッチのランク(ランクマッチ準備期間中を除く)やユーザーレベルが近い人とマッチングしやすいようになっている。
イベントマッチ
「エンブレムイベント」開催時に選択可能。世界中のユーザー(ユーザーレベルが近い人優先)とランダムにマッチして対戦する。期間内にイベントマッチに於いて勝利数（45勝で金賞）または連勝数（5連勝で金賞）を稼ぐことによってエンブレムを獲得できる。現在は「ランクマッチ」に変わる形で廃止された。
ランクマッチ
2025年3月28日15時に第1シーズン(A2bシーズン)が開始した。世界中のプレイヤーとマッチングして対戦が行われる。
ランクは下から「ビギナーランク」「モンスターボールランク」「スーパーボールランク」「ハイパーボールランク」「マスターボールランク」があり、「マスターボールランク」以外では各ランクの末尾に1～4（数字が大きいほど上位）が付く。
マッチングはプレイヤーの所属ランクに応じて棲み分けが行われる。モンスターボールランク以下の場合はAI(初心者でもほぼ勝てる程度の強さ)とマッチングされる場合がある。
勝利すればランクポイントを獲得でき(連勝ボーナスあり)、敗北するとランクポイントが下がる（ビギナーランクではランクポイント減少はない）。
メーターが満タンになるまでランクポイントを稼ぐとランクアップして、メーターがゼロになるようにランクポイントが減少するとランクダウンする（スーパーボールランク1以下、ハイパーボールランク1、及びマスターボールランクではランクダウンは発生しない。その場合は現在のランクの最低ポイントで留まる）。
マスターボールランクでかつ、ランクポイントが上位1万位以内にランクインすると自分の順位が表示される。
ランクマッチは開催期間があり、開催期間が終了して結果発表期間になるとシーズン終了時に所属していたランク及び順位に応じてエンブレムとその他報酬が配布される。そして、次シーズン開始時のポイントは前回参加したシーズンの最終ポイントに応じて決定される(ランクダウンする場合もある)。
A3aシーズン(2025年6月)以前は、ハイパーボールランク以上では連勝ボーナスが発生しなかった。
A3bシーズン（2025年7月）以前は、ハイパーボールランク1、マスターボールランクでもランクダウンが発生していた。

### ひとりで
各デッキ初勝利時に初回報酬が貰える他、「たねポケモンを3体出す」「相手に1ポイントも取られずに勝利」などのバトルトライを達成することで報酬を獲得できる。ひとりでモードではCPUに自動で対戦してもらうオート機能がある。
○○ドロップイベント
期間限定イベントの一つ。勝利すると一定確率(初回クリア時は1パック確定入手)でプロモカードパックを入手できる。難易度の高いデッキほと入手確率が上がる。ドロップイベントのプレイにはイベントパワーが必要となる。イベントパワーは12時間で1回復する他、イベント砂時計（ドロップイベントのバトルトライで入手可能）を1個使うことでイベントパワーを回復できる。
ステップアップバトル
初心者〜中級者向けの難易度となっている。難易度の区分は「初級」「中級」「上級」の3種類あり、難易度が上がるとカードパワーがより強力になったり、デッキ構築もより本格的になる。新カードパックの実装に合わせて新カードを使ったデッキが登場していく。
エキスパートバトル
上級者向けの難易度となっている。ただでさえ相手のデッキが強力な上、「相手に(そのタイプの代表的な)弱点を突かれるタイプのポケモンだけで勝利」「♢1〜3（☆、⚙、王冠、及びプロモカードのポケモンは不可）のポケモンだけで勝利」「トレーナーズをデッキに入れずに勝利」など、より攻略難易度が高くなるバトルトライもある。ステップアップバトル同様、新カードパックの実装に合わせて新カードを使ったデッキが登場する。また、対戦中のBGMもステップアップバトルやランクマッチとは違ったものになる。

## 反響
配信開始から1ヶ月半ほどで6000万ダウンロードを突破し2024年下半期ダウンロード数1位を記録。また、LINEリサーチによる2024年12月に全国15〜24歳の若年層を対象に行われた流行調査では1位を記録した。
ポケポケの好調によりDeNAのゲーム事業のユーザー消費額が前四半期まで200億円程度だったものが第三四半期には946億円に上昇し、前年同期比で利益率が8126.8パーセントを記録、株価も一時10パーセント高を記録した。